# بعثة الأمم المتحدة الانتقالية إلى هايتي
بعثة الأمم المتحدة الانتقالية إلى هايتي (MITNUH) كانت إحدى بعثات حفظ السلام التابعة للأمم المتحدة حلت محل بعثة الأمم المتحدة للدعم في هايتي، أنشئت البعثة بموجب قرار مجلس الأمن الدولي رقم 1123 الصادر في 30 يوليو 1997. بدأت البعثة الخدمة بين أغسطس ونوفمبر 1997 وعملت على تدريب الشرطة الوطنية الهايتية تحت قيادة بعثة الأمم المتحدة للدعم في هايتي. وأعقب ذلك تدريب جديد لبعثة الشرطة المدنية التابعة للأمم المتحدة في هايتي.
كان المقر الرئيسي للبعثة الانتقالية في بورت أو برنس وكان قائدها كممثل خاص للأمين العام الفنزويلي إنريكي تير هورست ساعده كممثل خاص للأمين العام ورئيس بعثة القوات المسلحة الكندية روبن غانيون وعقيد عنصر الشرطة جان كلود لابارا من فرنسا، وكانت القوة العاملة للبعثة تقدر ب 250 ضابط شرطة من عدة دول متفرقة هي الأرجنتين وبنين وكندا وفرنسا والهند ومالي والنيجر والسنغال وتوغو وتونس والولايات المتحدة، بالإضافة إلى 50 عسكريًا من كندا وباكستان.